# Rise Like a Phoenix
„Rise Like a Phoenix“ (на български: Издигам се като феникс) е песен на австрийския певец Том Нойвирт със сценичен псевдоним Кончита Вурст, спечелила „Евровизия 2014“.
Избрана е на 18 март 2014 година от около сто възможни песни. Написана е от Чарли Мейсън, Джоуи Патулка, Али Зуцковски и Юлиан Маас.
| „           | Това е силна песен със силно послание, зад което стоя на сто процента. Без значение колко е трудно в наши дни, ние можем да се учим от нея и да израснем. За мен най-специалният и отдаващ почит факт е, че Австрия показва толерантност и съгласие. Разрешено ми е да бъда гласа на тези възгледи и това наистина ме прави горд. Ние, не на последно място и аз, искаме да се преборим за общество без омраза и дискриминация. Ако трябва да бъда честен, мисля, че всеки от участниците трябва да се бори за това, защото участваме в разкрепостен до голяма степен проект, следователно и те трябва да бъдат такива. (...) Искам да им покажа, че можеш да гледаш накъдето пожелаеш и че всеки има правото да живее по своя начин, стига никой да не пострада. | “ |
| Том Нойвирт | |   |